# جون هاميلتون مورغان
جون هاميلتون مورغان (بالإنجليزية: John Hamilton Morgan)‏ هو سياسي أمريكي، ولد في 8 أغسطس 1842، وتوفي في 14 أغسطس 1894 بسبب ملاريا وحمى التيفوئيد. حزبياً، نشط في الحزب الجمهوري.